# Nino Da Silva
Nino Da Silva (Santos, 1979. május 26. –) brazil születésű amerikai labdarúgócsatár. Jelenleg egy elit utánpótlás-labdarúgóklubot vezet Chicagóban.

## Pályafutása labdarúgóként
Nino Brazíliában született, édesapja Nilton Da Silva korábbi profi teremlabdarúgó volt. Az illinois-i Arlington Heights városában található St. Viator katolikus középiskolába járt, ahol csapattársa volt többek között Jarrett Payton-nak (Walter Payton fia), Eric Petersonnak és John Valentinónak. Vezetésével a St. Viator a harmadik helyen végzett az állami bajnokságban, Nino végzős évében. Kiemelkedő amerikai középiskolás labdarúgóként kétszer is az Év Amerikai Játékosának választották (1996, 1997). Pályafutása kezdetén, 17 évesen – az akkori legfiatalabb játékosként – írt alá profi szerződést az MLS-ben. A Kansas City Wizards történetében a második legfiatalabb MLS-ben pályára lépő játékos.

## Színészi pályafutása
2005-ben Da Silva alakította Ed Souza szerepét A foci hőskora című filmben, amely az Egyesült Államok 1950-es labdarúgó-világbajnokságon aratott, Anglia elleni győzelméről szól.

## Statisztikái
| Idény             | Csapat              | Liga              | Liga  | Liga | Kupa  | Kupa | Ligakupa | Ligakupa | Észak-Amerika | Észak-Amerika | Összesen | Összesen |
| Idény             | Csapat              | Bajnokság         | Mérk. | Gól  | Mérk. | Gól  | Mérk.    | Gól      | Mérk.         | Gól           | Mérk.    | Gól      |
| ----------------- | ------------------- | ----------------- | ----- | ---- | ----- | ---- | -------- | -------- | ------------- | ------------- | -------- | -------- |
| 1997              | Kansas City Wizards | MLS               | 1     | 0    | 0     | 0    | 0        | 0        | 0             | 0             | 1        | 0        |
| 1998              | Kansas City Wizards | MLS               | 1     | 0    | 0     | 0    | 0        | 0        | 0             | 0             | 1        | 0        |
| 1999              | Kansas City Wizards | MLS               | 8     | 0    | 0     | 0    | 0        | 0        | 0             | 0             | 8        | 0        |
| 2000              | MetroStars          | MLS               | 3     | 0    | 0     | 0    | 0        | 0        | 0             | 0             | 3        | 0        |
| Teljes pályafutás | Teljes pályafutás   | Teljes pályafutás | 13    | 0    | 0     | 0    | 0        | 0        | 0             | 0             | 13       | 0        |